# (4704) Sheena
(4704) Sheena es un asteroide perteneciente al cinturón de asteroides, descubierto el 28 de enero de 1988 por Robert H. McNaught desde el Observatorio de Siding Spring, Nueva Gales del Sur, Australia.

## Designación y nombre
Designado provisionalmente como 1988 BE5. Fue nombrado Sheena en honor a "Sheena Fleming Phillips" hermana del descubridor y paisajista.

## Características orbitales
Sheena está situado a una distancia media del Sol de 2,626 ua, pudiendo alejarse hasta 2,966 ua y acercarse hasta 2,286 ua. Su excentricidad es 0,129 y la inclinación orbital 12,17 grados. Emplea 1554 días en completar una órbita alrededor del Sol.

## Características físicas
La magnitud absoluta de Sheena es 13,6. Tiene 5,126 km de diámetro y su albedo se estima en 0,268.